# Sead Hakšabanović
Sead Hakšabanović (Hyltebruk, 4 maggio 1999) è un calciatore svedese naturalizzato montenegrino, centrocampista o attaccante del Malmö FF e della nazionale montenegrina.

## Caratteristiche tecniche
Giocatore veloce, ha buone capacità nel tiro e nel passaggio e che aiuta molto la squadra. La posizione in cui si sente più a suo agio è il "10", dietro l'attaccante, ma può giocare anche in altre posizioni del centrocampo.

## Carriera

### Club
Cresciuto a Hyltebruk (località situata a poco meno di 50 km da Halmstad), Hakšabanović ha giocato a calcio nell'Halmstads BK sin dall'età di 6 anni.
Nonostante i provini svolti con Chelsea, Liverpool e Manchester City ha continuato a militare nell'Halmstad, venendo promosso in prima squadra già a partire dalla stagione 2015 nonostante all'epoca fosse stato solo quindicenne. L'esordio in Allsvenskan si è concretizzato precisamente a 15 anni, 11 mesi e 6 giorni, quando è subentrato a Junes Barny negli ultimi minuti della sfida del 9 aprile 2015 persa 0-3 contro l'IFK Norrköping. È stato il secondo debuttante più giovane della storia dell'Allsvenskan, dietro al solo Nicklas Bärkroth.
Quella stagione dell'Halmstad tuttavia si è rivelata piuttosto difficile, tanto da chiudersi con la retrocessione in Superettan. Nonostante ciò e nonostante l'attenzione di alcuni grandi club europei, Hakšabanović è rimasto ugualmente in squadra, ha giocato tutte e 30 le partite, segnato 8 gol e contribuito all'immediata risalita del club nella massima serie.
Nel dicembre 2016 era stato sul punto di firmare con i belgi del Club Brugge, ma l'affare è saltato; stando ai media locali, il giocatore non avrebbe superato le visite mediche, motivazioni smentite dal presidente del Brugge. Il giorno successivo è stata ufficializzata la notizia del prolungamento di contratto di Hakšabanović con l'Halmstad fino al termine della stagione 2019.
Il 7 agosto 2017 viene acquistato dal West Ham per circa 2,7 milioni di sterline. Il successivo 19 settembre ha debuttato ufficialmente in prima squadra, giocando 61 minuti da titolare nella sfida di Coppa di Lega contro il Bolton. Non riesce comunque a debuttare in Premier League, dato che (oltre alla presenza in Coppa di Lega) è stato utilizzato solo negli ultimi minuti di una partita di FA Cup persa contro il Wigan oppure con la formazione Under-23 del club.
Il 6 agosto 2018, al fine di trovare maggiore spazio, è stato girato in prestito annuale al Málaga nella seconda serie spagnola. Le presenze con gli andalusi sono state però solo due nell'arco di circa cinque mesi, così la parentesi iberica è terminata in anticipo il 20 gennaio 2019.
Durante il successivo mese di gennaio, Hakšabanović è tornato in Svezia con il passaggio temporaneo all'IFK Norrköping per un anno e mezzo, fino all'estate 2020. Ha chiuso l'Allsvenskan 2019 con 29 partite all'attivo, durante le quali ha messo a referto 6 reti e 8 assist (secondo miglior assistman del campionato). Il 12 giugno 2020, pochi giorni prima dell'inizio di un'Allsvenskan 2020 che non aveva ancora preso il via a causa della pandemia di COVID-19, l'IFK Norrköping ha annunciato di aver rilevato Hakšabanović a titolo definitivo con un contratto quadriennale: la cifra non è stata resa nota dal club, ma alcuni media hanno parlato di uno degli acquisti più costosi della storia del calcio svedese. In quel campionato ha segnato 7 reti e distribuito 11 assist, sempre in 29 partite giocate. Ha poi iniziato in biancoblu anche la stagione 2021.
Il 27 maggio 2021 è stato acquistato dai russi del Rubin per una cifra quantificata dai media svedesi in 60 milioni di corone, circa 6 milioni di euro, il che ha reso il suo trasferimento come la cessione più costosa nella storia dell'IFK Norrköping e la terza più costosa nella storia dell'intera Allsvenskan.
L'11 marzo 2022, in virtù di una possibilità stabilita dalla FIFA a seguito dell'invasione russa dell'Ucraina del 2022, il suo contratto di lavoro con il Rubin è stato sospeso fino al successivo 30 giugno. Hakšabanović è così tornato temporaneamente a giocare in Svezia, essendosi accordato con gli stoccolmesi del Djurgården.
Hakšabanović si è poi unito al Celtic il 25 agosto 2022 con un contratto quinquennale. Ha debuttato sei giorni dopo, subentrando nei minuti finali della vittoria per 4-1 contro il Ross County in Coppa di Lega. Il 6 settembre ha esordito in UEFA Champions League subentrando contro il Real Madrid, mentre il 14 settembre è partito titolare nel pareggio per 1-1 contro lo Shakhtar Donetsk. Il 5 novembre ha segnato i suoi primi gol con il Celtic, realizzando una doppietta contro il Dundee United, e nello stesso mese ha vinto il premio di Giocatore del mese della Scottish Premiership.
Il 1º settembre 2023 Hakšabanović si è trasferito in prestito allo Stoke City per la stagione 2023-2024. Con il club biancorosso ha totalizzato 21 presenze ufficiali, segnando un gol nella vittoria esterna per 3-2 contro il Bristol City il 30 settembre 2023.
Il 26 giugno 2024 Malmö FF ha annunciato l'acquisto a titolo definitivo del giocatore, il quale ha firmato un contratto quadriennale. Nella rimanente parte dell'Allsvenskan 2024, tuttavia, Hakšabanović ha totalizzato solo tre presenze, peraltro partendo dalla panchina, complici i problemi all'inguine che lo hanno portato a sottoporsi a un'operazione chirurgica.

### Nazionale
Hakšabanović ha vestito la maglia delle principali nazionali giovanili svedesi fino all'Under-19.
Ciò non gli ha impedito di accettare la convocazione da parte della nazionale del Montenegro su consiglio del padre Senad, il quale riteneva che la formazione balcanica rispetto a quella scandinava credesse maggiormente in suo figlio. È stato convocato per la prima volta con la nuova nazionale nel maggio 2017, in vista della partita contro l'Armenia in programma il mese successivo.

## Statistiche

### Presenze e reti nei club
Statistiche aggiornate al 13 aprile 2024.
| Stagione          | Squadra           | Campionato        | Campionato | Campionato | Coppe nazionali | Coppe nazionali | Coppe nazionali | Coppe continentali | Coppe continentali | Coppe continentali | Altre coppe | Altre coppe | Altre coppe | Totale | Totale |
| Stagione          | Squadra           | Comp              | Pres       | Reti       | Comp            | Pres            | Reti            | Comp               | Pres               | Reti               | Comp        | Pres        | Reti        | Pres   | Reti   |
| ----------------- | ----------------- | ----------------- | ---------- | ---------- | --------------- | --------------- | --------------- | ------------------ | ------------------ | ------------------ | ----------- | ----------- | ----------- | ------ | ------ |
| 2015              | Halmstad          | A                 | 10         | 0          | SC              | 4               | 0               | -                  | -                  | -                  | -           | -           | -           | 14     | 0      |
| 2016              | Halmstad          | SP                | 32         | 8          | SC              | 4               | 1               | -                  | -                  | -                  | -           | -           | -           | 36     | 9      |
| 2017              | Halmstad          | A                 | 18         | 4          | SC              | 0               | 0               | -                  | -                  | -                  | -           | -           | -           | 18     | 4      |
| Totale Halmstad   | Totale Halmstad   | Totale Halmstad   | 60         | 12         |                 | 8               | 1               |                    | -                  | -                  |             | -           | -           | 68     | 13     |
| 2017-2018         | West Ham Utd      | PL                | 0          | 0          | FACup+CdL       | 1+1             | 0+0             | -                  | -                  | -                  | -           | -           | -           | 2      | 0      |
| 2018-gen. 2019    | Malaga            | SD                | 2          | 0          | CR              | 0               | 0               | -                  | -                  | -                  | -           | -           | -           | 2      | 0      |
| 2019              | IFK Norrköping    | A                 | 29         | 6          | SC              | 2               | 1               | UEL                | 5                  | 2                  | -           | -           | -           | 36     | 9      |
| 2020              | IFK Norrköping    | A                 | 29         | 7          | SC              | 4               | 5               | -                  | -                  | -                  | -           | -           | -           | 33     | 12     |
| apr.-lug. 2021    | IFK Norrköping    | A                 | 7          | 0          | SC              | 0               | 0               | -                  | -                  | -                  | -           | -           | -           | 7      | 0      |
| Totale Norrkoping | Totale Norrkoping | Totale Norrkoping | 65         | 13         |                 | 6               | 6               |                    | 5                  | 2                  |             | -           | -           | 76     | 21     |
| 2021-mar. 2022    | Rubin             | PL                | 20         | 1          | KR              | 1               | 0               | UECL               | 2                  | 0                  | -           | -           | -           | 23     | 1      |
| 2022              | Djurgården        | A                 | 11         | 2          | SC              | 0               | 0               | -                  | -                  | -                  | -           | -           | -           | 11     | 2      |
| 2022-2023         | Celtic            | SP                | 26         | 5          | SC+CdL          | 5+3             | 0+0             | UCL                | 6                  | 0                  | -           | -           | -           | 40     | 5      |
| ago. 2023         | Celtic            | SP                | 1          | 0          | SC+CdL          | 0+1             | 0+0             | UCL                | 0                  | 0                  | -           | -           | -           | 2      | 0      |
| Totale Celtic     | Totale Celtic     | Totale Celtic     | 27         | 5          |                 | 9               | 0               |                    | 6                  | 0                  |             | -           | -           | 42     | 5      |
| 2023-2024         | Stoke City        | FLC               | 19         | 1          | FACup+CdL       | 1+1             | 0+0             | -                  | -                  | -                  | -           | -           | -           | 21     | 1      |
| Totale carriera   | Totale carriera   | Totale carriera   | 204        | 33         |                 | 28              | 7               |                    | 13                 | 2                  |             | -           | -           | 245    | 42     |

### Cronologia presenze e reti in nazionale
| Cronologia completa delle presenze e delle reti in nazionale ― Montenegro | Cronologia completa delle presenze e delle reti in nazionale ― Montenegro | Cronologia completa delle presenze e delle reti in nazionale ― Montenegro | Cronologia completa delle presenze e delle reti in nazionale ― Montenegro | Cronologia completa delle presenze e delle reti in nazionale ― Montenegro | Cronologia completa delle presenze e delle reti in nazionale ― Montenegro | Cronologia completa delle presenze e delle reti in nazionale ― Montenegro | Cronologia completa delle presenze e delle reti in nazionale ― Montenegro |
| Data                                                                      | Città                                                                     | In casa                                                                   | Risultato                                                                 | Ospiti                                                                    | Competizione                                                              | Reti                                                                      | Note                                                                      |
| ------------------------------------------------------------------------- | ------------------------------------------------------------------------- | ------------------------------------------------------------------------- | ------------------------------------------------------------------------- | ------------------------------------------------------------------------- | ------------------------------------------------------------------------- | ------------------------------------------------------------------------- | ------------------------------------------------------------------------- |
| 10-6-2017                                                                 | Podgorica                                                                 | Montenegro                                                                | 4 – 1                                                                     | Armenia                                                                   | Qual. Mondiali 2018                                                       | -                                                                         | 84’                                                                       |
| 8-10-2017                                                                 | Varsavia                                                                  | Polonia                                                                   | 4 – 2                                                                     | Montenegro                                                                | Qual. Mondiali 2018                                                       | -                                                                         | 67’                                                                       |
| 23-3-2018                                                                 | Nicosia                                                                   | Cipro                                                                     | 0 – 0                                                                     | Montenegro                                                                | Amichevole                                                                | -                                                                         | 65’                                                                       |
| 2-6-2018                                                                  | Podgorica                                                                 | Montenegro                                                                | 0 – 2                                                                     | Slovenia                                                                  | Amichevole                                                                | -                                                                         | 69’                                                                       |
| 5-9-2019                                                                  | Podgorica                                                                 | Montenegro                                                                | 2 – 1                                                                     | Ungheria                                                                  | Amichevole                                                                | -                                                                         | 72’                                                                       |
| 11-10-2019                                                                | Podgorica                                                                 | Montenegro                                                                | 0 – 0                                                                     | Bulgaria                                                                  | Qual. Euro 2020                                                           | -                                                                         | 82’                                                                       |
| 14-11-2019                                                                | Londra                                                                    | Inghilterra                                                               | 7 – 0                                                                     | Montenegro                                                                | Qual. Euro 2020                                                           | -                                                                         | 74’                                                                       |
| 19-11-2019                                                                | Podgorica                                                                 | Montenegro                                                                | 2 – 0                                                                     | Bielorussia                                                               | Amichevole                                                                | 1                                                                         | 77’                                                                       |
| 5-9-2020                                                                  | Strovolos                                                                 | Cipro                                                                     | 0 – 2                                                                     | Montenegro                                                                | UEFA Nations League 2020-2021 - 1º turno                                  | -                                                                         |                                                                           |
| 8-9-2020                                                                  | Lussemburgo                                                               | Lussemburgo                                                               | 0 – 1                                                                     | Montenegro                                                                | UEFA Nations League 2020-2021 - 1º turno                                  | -                                                                         |                                                                           |
| 10-10-2020                                                                | Podgorica                                                                 | Montenegro                                                                | 2 – 0                                                                     | Azerbaigian                                                               | UEFA Nations League 2020-2021 - 1º turno                                  | -                                                                         |                                                                           |
| 13-10-2020                                                                | Podgorica                                                                 | Montenegro                                                                | 1 – 2                                                                     | Lussemburgo                                                               | UEFA Nations League 2020-2021 - 1º turno                                  | -                                                                         |                                                                           |
| 14-11-2020                                                                | Baku                                                                      | Azerbaigian                                                               | 0 – 0                                                                     | Montenegro                                                                | UEFA Nations League 2020-2021 - 1º turno                                  | -                                                                         |                                                                           |
| 17-11-2020                                                                | Podgorica                                                                 | Montenegro                                                                | 4 – 0                                                                     | Cipro                                                                     | UEFA Nations League 2020-2021 - 1º turno                                  | -                                                                         |                                                                           |
| 24-3-2021                                                                 | Riga                                                                      | Lettonia                                                                  | 1 – 2                                                                     | Montenegro                                                                | Qual. Mondiali 2022                                                       | -                                                                         | 90+1’                                                                     |
| 27-3-2021                                                                 | Podgorica                                                                 | Montenegro                                                                | 4 – 1                                                                     | Gibilterra                                                                | Qual. Mondiali 2022                                                       | -                                                                         | 60’                                                                       |
| 30-3-2021                                                                 | Podgorica                                                                 | Montenegro                                                                | 0 – 1                                                                     | Norvegia                                                                  | Qual. Mondiali 2022                                                       | -                                                                         |                                                                           |
| 2-6-2021                                                                  | Sarajevo                                                                  | Bosnia ed Erzegovina                                                      | 0 – 0                                                                     | Montenegro                                                                | Amichevole                                                                | -                                                                         | 81’                                                                       |
| 1-9-2021                                                                  | Istanbul                                                                  | Turchia                                                                   | 2 – 2                                                                     | Montenegro                                                                | Qual. Mondiali 2022                                                       | -                                                                         | 78’                                                                       |
| 4-9-2021                                                                  | Eindhoven                                                                 | Paesi Bassi                                                               | 4 – 0                                                                     | Montenegro                                                                | Qual. Mondiali 2022                                                       | -                                                                         | 63’                                                                       |
| 7-9-2021                                                                  | Podgorica                                                                 | Montenegro                                                                | 0 – 0                                                                     | Lettonia                                                                  | Qual. Mondiali 2022                                                       | -                                                                         | 79’                                                                       |
| 8-10-2021                                                                 | Gibilterra                                                                | Gibilterra                                                                | 0 – 3                                                                     | Montenegro                                                                | Qual. Mondiali 2022                                                       | -                                                                         | 73’                                                                       |
| 11-10-2021                                                                | Oslo                                                                      | Norvegia                                                                  | 2 – 0                                                                     | Montenegro                                                                | Qual. Mondiali 2022                                                       | -                                                                         | 67’                                                                       |
| 13-11-2021                                                                | Podgorica                                                                 | Montenegro                                                                | 2 – 2                                                                     | Paesi Bassi                                                               | Qual. Mondiali 2022                                                       | -                                                                         | 69’                                                                       |
| 16-11-2021                                                                | Podgorica                                                                 | Montenegro                                                                | 1 – 2                                                                     | Turchia                                                                   | Qual. Mondiali 2022                                                       | -                                                                         | 57’                                                                       |
| 4-6-2022                                                                  | Podgorica                                                                 | Montenegro                                                                | 2 – 0                                                                     | Romania                                                                   | UEFA Nations League 2022-2023 - 1º turno                                  | -                                                                         | 84’                                                                       |
| 7-6-2022                                                                  | Helsinki                                                                  | Finlandia                                                                 | 2 – 0                                                                     | Montenegro                                                                | UEFA Nations League 2022-2023 - 1º turno                                  | -                                                                         | 68’                                                                       |
| 11-6-2022                                                                 | Podgorica                                                                 | Montenegro                                                                | 1 – 1                                                                     | Bosnia ed Erzegovina                                                      | UEFA Nations League 2022-2023 - 1º turno                                  | -                                                                         | 90+1’                                                                     |
| 23-9-2022                                                                 | Zenica                                                                    | Bosnia ed Erzegovina                                                      | 1 – 0                                                                     | Montenegro                                                                | UEFA Nations League 2022-2023 - 1º turno                                  | -                                                                         | 70’                                                                       |
| 26-9-2022                                                                 | Podgorica                                                                 | Montenegro                                                                | 0 – 2                                                                     | Finlandia                                                                 | UEFA Nations League 2022-2023 - 1º turno                                  | -                                                                         | 32’                                                                       |
| 24-3-2023                                                                 | Sofia                                                                     | Bulgaria                                                                  | 0 – 1                                                                     | Montenegro                                                                | Qual. Euro 2024                                                           | -                                                                         | 46’                                                                       |
| 27-3-2023                                                                 | Podgorica                                                                 | Montenegro                                                                | 0 – 2                                                                     | Serbia                                                                    | Qual. Euro 2024                                                           | -                                                                         | 77’                                                                       |
| 17-6-2023                                                                 | Podgorica                                                                 | Montenegro                                                                | 0 – 0                                                                     | Ungheria                                                                  | Qual. Euro 2024                                                           | -                                                                         | 82’                                                                       |
| Totale                                                                    |                                                                           | Presenze                                                                  | 33                                                                        |                                                                           | Reti                                                                      | 1                                                                         |                                                                           |

## Palmarès
- Campionato scozzese: 1

Celtic: 2022-2023
- Coppa di Lega scozzese: 1

Celtic: 2022-2023
- Coppa di Scozia: 1

Celtic: 2022-2023
- Campionato svedese: 1

Malmö FF: 2024